# Vireó de Jamaica
El vireó de Jamaica (Vireo modestus) és un ocell de la família dels vireònids (Vireonidae).

## Hàbitat i distribució
Habita zones amb arbusts de Jamaica.